# Titowka (obwód rostowski)
Titowka (ros. Титовка) – miejscowość (słoboda) w Rosji, w obwodzie rostowskim, w rejonie millerowskim. W 2010 liczyła 814 mieszkańców.